# Felsritzungen an der Sigersted Kirke

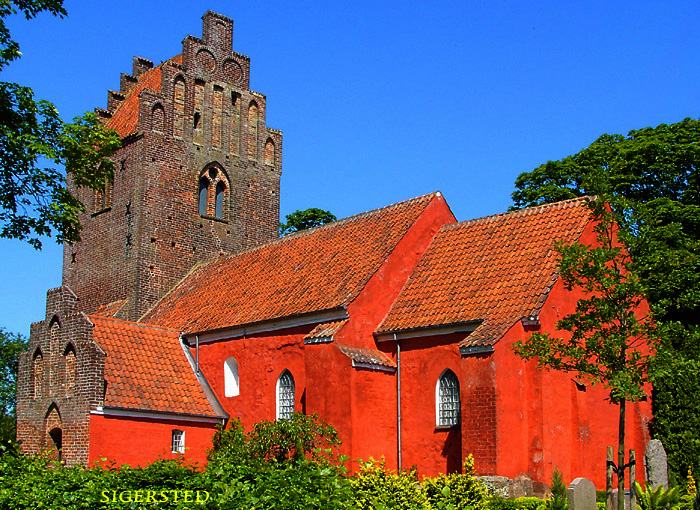
Die Felsritzungen an der Sigersted Kirke liegen im Turm

Die Felsritzungen an der Sigersted Kirke liegen in Sigersted, östlich von Sorø auf der dänischen Insel Seeland.
Auf einem vom Backsteinmauerwerk umgebenen Stein an der Basis der Westseite des Kirchturms steht, neben anderen meist kleineren schmucklosen Steinen, ein 1,4 m hoher, 1,3 m breiter Stein aus rötlichem Granit in den ein Radkreuz (dänisch Hjulkors) und mehrere Schälchen (dänisch Skåltegn) eingraviert sind.
An der Südseite des Turms befindet sich auch ein größerer flacher, glatter Stein mit einer zylindrischen Eintiefung von etwa 15 cm Durchmesser und 8 cm Tiefe. Der Stein ist etwa 1,15 m hoch und 1,1 m breit. 
Derartige Petroglyphen (dänisch Hellristningar) der Ikonografie der nordischen Vorzeit stammen allgemein aus der Bronzezeit. Das Radkreuz ist ein Abbild der Sonne bzw. der Sonnenscheibe, andererseits kann es laut dem dänischen Archäologen Flemming Kaul als Symbol für den Tag-Nacht-Zyklus sowie den Zyklus der Jahreszeiten interpretiert werden. Im Mittelalter ist es als Weihekreuz an Kirchen verwendet worden.